# 삼양동 (제주시)
삼양동(三陽洞)은 제주특별자치도 제주시의 행정동이다. 법정동 삼양일동, 삼양이동, 삼양삼동, 도련일동, 도련이동을 관할한다. 면적은 9.53km2이며, 인구는 외국인을 제외하고 2010년 12월 31일을 기준으로 4,048세대 11,149명에 이른다.

## 개요
삼양동은 2006년 7월 1일 이전까지는 북제주군과 경계를 이루었던 마을로, 삼양동 해안 용천수는 제주 시민들의 상수원으로 사용하고 있을 정도로 물이 깨끗한 지역으로 유명하다. 삼양동의 자랑거리인 《삼양해수욕장》은 다른 지역과는 달리 검은모래 사장이 끝없이 펼쳐져 있어 모래뜸질을 하기 위하여 멀리 일본에서도 찾아오고 있다.
기원전 1세기를 전후한 대단위 복합유적지로 밝혀져, 2002년도에 복원이 완료된 《삼양동선사유적지》는 도심 속의 사적공원으로 조성되어 시민과 관광객들에게 탐라의 모습을 생생하게 보여주고 있다.
2006년 7월 1일에는 제주특별자치도가 출범함에 따라 제주시 삼양동이 되었다.

## 법정동
- 삼양일동(三陽一洞)
- 삼양이동(三陽二洞)
- 삼양삼동(三陽三洞)
- 도련일동(道連一洞)
- 도련이동(道連二洞)

## 아파트
| 단지명                 | 건설사         | 시행사         | 주소                    | 입주        | 비고     |
| ---------------------- | -------------- | -------------- | ----------------------- | ----------- | -------- |
| 도련주공               | ㈜금강건업     | 대한주택공사   | 도련2길 14 (도련일동)   | 2005년 11월 | 국민임대 |
| 삼화 6차 사랑으로 부영 | 남광건설산업㈜ | 남광건설산업㈜ | 화삼로 107 (도련일동)   | 2013년 12월 |          |
| 삼화 7차 사랑으로 부영 | 부영주택㈜     | 부영주택㈜     | 화삼북로 90 (도련일동)  | 2015년 12월 |          |
| 삼화 8차 사랑으로 부영 | 부영주택㈜     | 부영주택㈜     | 화삼로 89 (도련일동)    | 2016년 6월  |          |
| 삼화 1차 사랑으로 부영 | 부영주택㈜     | 부영주택㈜     | 화삼북로 136 (도련이동) | 2013년 2월  |          |
| 삼화 3차 사랑으로 부영 | 부영주택㈜     | 부영주택㈜     | 화삼로 167 (삼양이동)   | 2013년 8월  |          |
| 삼화 5차 사랑으로 부영 | ㈜동광주택산업 | ㈜동광주택산업 | 화삼로 166 (삼양이동)   | 2013년 12월 |          |

## 관광
- 삼양해수욕장
- 삼양동선사유적지
- 불탑사 5층 석탑
- 원당봉
- 제주민속박물관